# Социал-демократическая партия (Португалия)
Социа́л-демократи́ческая па́ртия (порт. Partido Social Democrata, PSD), в 1974—1976 Наро́дно-демократи́ческая па́ртия (порт. Partido Popular Democrático, PPD) — португальская правоцентристская политическая партия, одна из крупнейших политических сил страны. Основана после Революции гвоздик по инициативе и под руководством Франсишку Са Карнейру. Активно участвовала в послереволюционной политической борьбе. Несмотря на название, занимает либерально-консервативные позиции. Находилась у власти в 1979—1983 (в составе Демократического альянса), 1985—1995, 2002—2005, 2011—2015 годах. Победила на внеочередных парламентских выборах и вернулась к власти в 2024 году. Партийная доктрина СДП в целом основана на идейном наследии Са Карнейру, но с правым прагматическим уклоном.

## История

### 1974—1980. «Эра Са Карнейру»

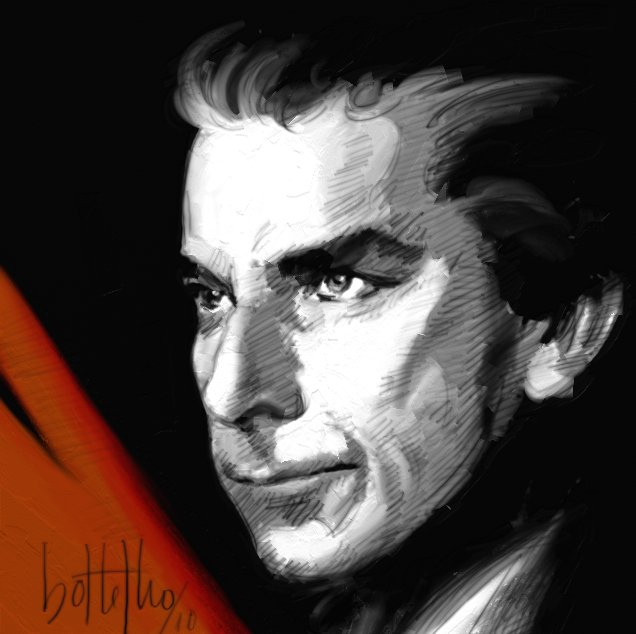
Франсишку Са Карнейру

#### 1974. Революция гвоздик и создание партии
25 апреля 1974 года Революция гвоздик свергла авторитарный режим салазаристского Нового государства. Началось интенсивное создание политических партий. 6 мая 1974 года в Лиссабоне было объявлено об учреждении Народно-демократической партии (PPD, НДП). С публичным заявлением выступили юрист Франсишку Са Карнейру, журналист Франсишку Пинту Балсеман, адвокат Жуакин Магальяйнш Мота.
Все трое были депутатами парламента в последние годы «Нового государства». Они активно выступали против авторитарного правления, политических репрессий и цензуры, за европейское демократическое развитие Португалии. Наиболее известен был Са Карнейру — своими резкими парламентскими выступлениями, публикациями и открытыми письмами премьер-министру Марселу Каэтану. Он являлся неформальным лидером либеральной парламентской оппозиции. Однако ни Са Карнейру, ни другие учредители НДП не выходили за рамки официальной законности «Нового государства», не имели отношения к антиправительственному подполью.
24 июня 1974 года было сформировано партийное руководство — Политическая комиссия НДП. В его состав вошли:
- Франсишку Са Карнейру, генеральный секретарь, затем председатель партии
- Франсишку Пинту Балсеман, заместитель председателя партии
- Жуакин Магальяйнш Мота, генеральный секретарь партии
- Карлуш Мота Пинту
- Антониу Барбоза ди Мелу
- Мариу Монталван Машаду
- Мигел Луиш да Вейга
- Жозе Феррейра Жуниор
- Антониу Карлуш Лима
- Антониу Салазар Силва
- Жорже Коррейя да Кунья
- Жорже Фигейреду Диаш
- Жорже Са Боржеш

13 июля 1974 года начался выпуск печатного органа НДП газеты Povo Livre — Свободный народ. 25 октября в павильоне Розы Мота состоялось первое публичное собрание НДП. Месяц спустя, 23—24 ноября был проведён I съезд НДП.
17 января 1975 года Верховный суд Португалии официально зарегистрировал Народно-демократическую партию — после представления затребованных по новому закону 6300 подписей.
Партия быстро завоевала массовую поддержку в различных социальных слоях.

Это невероятная партия, рождённая конъюнктурой, личностью и реакцией. Конъюнктура была революцией против «правой» диктатуры. Личностью был Са Карнейру. Реакция была направлена против левизны

В мае-июле 1974 года Франсишку Са Карнейру был вице-премьером и министром без портфеля во временном правительстве Аделину да Плама Карлуша. На выборах в Учредительное собрание 25 апреля 1975 года НДП заняла второе место после Социалистической партии (СП) — более 1,5 миллиона голосов — 26,4 % и получила 81 депутатский мандат из 250.

#### Партийная доктрина
Идеология и программа НДП основывались на социал-либеральной доктрине, выразителем которой являлся Франсишку Са Карнейру. Эти взгляды были изложены в его работе Por Uma Social-Democracia Portuguesa — Только для португальской социал-демократии. Са Карнейру отвергал системы, в которых доминируют «обладатели крупного капитала, члены техноструктуры, бюрократический класс или догматичная интеллектуальная элита» и призывал «силой социальной демократии устранить власть олигархических меньшинств». Он отвергал как советский коммунизм, так и западный капитализм — противопоставляя им принципы политической, экономической, социальной и культурной демократии в неразрывном единстве. В качестве противников были обозначены коммунизм (Португальская компартия Алвару Куньяла), социализм (в версии Соцпартии Мариу Соареша) и авторитарное наследие «Нового государства».
Франсишку Са Карнейру позиционировался как социал-демократ, был сторонником общественного регулирования экономики, коллективной собственности и производственного самоуправления. НДП декларировала близость к правому крылу западногерманской СДПГ и взглядам Гельмута Шмидта. В целом взгляды Са Карнейру представляли собой самобытную португальскую версию социал-демократического Третьего пути.
Однако первоначально партия носила иное название. Это было связано с четырьмя факторами: наличие крупной Социалистической партии Мариу Соареша, состоящей в Социнтерне, термин «социал-демократия» в названии нескольких других организаций, присутствие в НДП носителей более правых взглядов, значительные черты католической социальной доктрины и португальского культурного национализма во взглядах Са Карнейру. Главное место в партийной доктрине занимали всё же либеральные, а не социальные приоритеты.

#### Партийные кадры
К НДП активно примыкали представители университетской среды, либеральной интеллигенции, республиканской буржуазии — такие, как Анибал Каваку Силва, Марселу Ребелу де Соуза, Витор Перейра Крешпу, Фернанду Монтейру ду Амарал, Эмидиу Геррейру, Антониу Соза Франку, Эурику Тейшейра ди Мелу, Руи Мануэл Машете, Энрике Нашсименту Родригеш, Нуну Родригеш душ Сантуш, Жозе Менереш Пиментел и многие другие. Их привлекали идеи либеральной и социальной демократии, декларируемые в программе НДП.
В то же время, среди активистов НДП с самого начала выделялась иная категория — правые и даже ультраправые антикоммунисты, видевшие в этой партии мощную силу противостояния компартии и леворадикалам. Знаковыми фигурами являлись ультраправый юрист Рамиру Морейра (личный друг и начальник службы безопасности Са Карнейру) и предприниматель-салазарист Абилиу ди Оливейра.

#### 1975. Этап противостояния
Первые полтора года после революции были отмечены резким креном влево, усилением ПКП и её союзников в ДВС. Несмотря на левоцентристские установки, НДП оказалась в правом лагере, противостоящем партии Алвару Куньяла, правительству Вашку Гонсалвиша, сторонникам Отелу Сарайва ди Карвалью. Са Карнейру решительно выступал против правления Революционного совета, видя в нём орган диктаторской власти, требовал неукоснительного соблюдения принципов многопартийной парламентской демократии. Эта позиция встречала широкую поддержку, отражавшуюся в успешных выступлениях Са Карнейру на массовых митингах.
В 1975 году политическое противостояние переросло в жёсткие силовые конфликты Жаркого лета. Официально как партия НДП дистанцировалась от политического насилия. Са Карнейру в это время находился на лечении в Лондоне, во главе партии стоял ветеран республиканского движения Эмидиу Геррейру, известный своими левыми взглядами.

Парламентские либералы и консерваторы уступили поле тем, кто был адекватен ситуации… Вопрос решали не Са Карнейру и ду Амарал, а совсем другие люди.

Многие активисты и рядовые члены НДП участвовали в столкновениях на стороне антикоммунистических сил. Рамиру Морейра руководил террористической группой подпольного МДЛП. Финансистом МДЛП и, по некоторым данным, заказчиком терактов являлся Абилиу ди Оливейра. На Мадейре лидер местной НДП и глава регионального правительства Алберту Жуан Жардин откровенно поддерживал праворадикальную подпольную организацию ФЛАМА.
Во время ноябрьского кризиса 1975 года НДП во главе с Са Карнейру сыграла важную роль в консолидации антикоммунистических сил и подавлении путча Карвалью. Партия показала себя мощным центром притяжения центристских сил, противостоящих любому радикализму — но в первую очередь просоветским коммунистическим тенденциям. Лидером правого антикоммунистического крыла партии выступал Эурику Тейшейра ди Мелу — губернатор Браги в период «Жаркого лета», представитель регионального лобби консервативного Севера.

Тогдашняя НДП была партией гражданского общества, восставшего против государства, провинции — против лиссабонских безумств, «воли народа» — против ДВС и Революционного совета.

Вернувшись к партийному руководству, Са Карнейру исключил из НДП таких деятелей, как Морейра и ди Оливейра. Мотивировал он это не правыми взглядами, а причастностью к терактам. В то же время в партию был принят крайне правый интегралист и бывший член МДЛП Жозе Мигел Жудисе — известный крайне правыми взглядами, но не связанный с насилием (в период «Жаркого лета» он находился в тюрьме).

#### 1976—1978. Переходный период
События 25 ноября 1975 года обозначили рубеж, после которого началась постепенная стабилизация политического положения в Португалии. На парламентских выборах 25 апреля 1976 года НДП вновь заняла второе место после социалистов — более 1,3 миллиона голосов, 24,4 %, 73 мандата из 263. На президентских выборах 1976 года партия поддержала Рамалью Эанеша, избранного главой государства.
На III съезде в октябре 1976 года НДП приняла название Социал-демократическая партия (PSD, СДП). Интересно, что именно с этого времени она уже не воспринималась даже как левоцентристская и однозначно относилась к лагерю правых сил. В этом отразилась известная «парадоксальность» португальской политики.

Португалия — единственная западноевропейская страна, пережившая революцию после Второй Мировой войны и послевоенной волны демократизации. Революцию достаточно радикальную, несколько раз балансировавшую на грани срыва в «левый» тоталитаризм… Отсюда и названия партий — гораздо более «левые», чем их программы, социальная природа и политическая практика. Две основные правые партии содержат в своих названиях словосочетание «социал-демократический» или «социально-демократический» (на португальском языке это неразличимо). «Социал-демократами» именуют себя либералы, «социальными» — вовсе правые консерваторы.

Павел Кудюкин

В период 1976—1978 годов НДП в основном находилась в оппозиции левым правительствам — особенно Мариу Соареша и Марии ди Лурдеш Пинтасилгу. Несколько более лояльным было отношение партии к кабинетам независимых технократов Алфреду Нобре да Кошта и особенно Карлуша Мота Пинту (к тому времени Мота Пинту вышел из НДП из-за разногласий с Са Карнейру).
В 1977—1979 годах Франсишку Са Карнейру формально отошёл от партийного лидерства. Председателями партии в тот период являлись Антониу Соза Франку и Жозе Менереш Пиментел — представители левоцентристского крыла, ориентированного на Социнтерн.

#### 1979—1980. Победа Демократического альянса
С 1979 года на пост председателя партии вернулся Франсишку Са Карнейру. Он сделал ставку на приход к власти в составе коалиции Демократический альянс (ДА), в которую вошли СДП, консервативный Социально-демократический центр (СДЦ), Народная монархическая партия (НМП) и вышедшие из Соцпартии сторонники Антониу Баррету. Главным противником ДА и СДП выступала Соцпартия Мариу Соареша.
На выборах 2 декабря 1979 года ДА одержал крупную победу — более 2,5 миллиона голосов, 45,2 %, 128 мандатов из 250. При этом 75 мест получила СДП. Франсишку Са Карнейру возглавил правительство Португалии.
Кабинет Са Карнейру энергично «выправлял левый крен» послереволюционного шестилетия. Была выплачена компенсация владельцам национализированных предприятий, снижены налоги на прибыль, всячески стимулировался частный бизнес, особенно инвестиции в промышленность. В то же время правительству удалось сбить инфляцию (с 24,1 до 16,4 %), затормозить рост цен и повысить среднюю зарплату в стране. Проводилась политика стимулирования внутреннего спроса, был отменён потолок заработной платы, увеличены размеры и количество пенсий. Был достигнут рост валового национального продукта с 2,5 до 4,5 %, впервые за 5 лет выросли реальные доходы населения, увеличились частные инвестиции и доходы от туризма. В общественной жизни подчёркнутое внимание уделялось укреплению национальных католических традиций, подвергавшихся левацким нападкам в радикальный период революции.
Эта политика получила поддержку на выборах 5 октября 1980 года: за ДА проголосовали более 2,7 миллиона избирателей, 47,2 %, 134 мандата (из них 82 — СДП).

#### 1980. Потеря основателя
Два месяца спустя после убедительной победы СДП пережила сильнейший удар: 4 декабря 1980 года Франсишку Са Карнейру погиб в авиационной катастрофе (вместе с ним погибли фактическая супруга премьера Сну Абекассиш, министр обороны Аделину Амара да Кошта с женой, начальник штаба премьера Антониу Патришиу Говейя и двое пилотов).
Гибель Са Карнейру — сильного организатора, популярного харизматического лидера — деморализовала СДП и весь правящий блок.
Через три дня спустя последовало поражение на президентских выборах 7 декабря 1980 года — кандидат ДА Антониу Соареш Карнейру (однофамилец основателя СДП) проиграл президенту Эанешу.

### 1981—1983. Правление Демократического альянса
Преемником Франсишку Са Карнейру на посту премьер-министра Португалии и председателя СДП стал Франсишку Пинту Балсеман. Он полностью разделял идеи и принципы, предшественника, но не обладал его непререкаемым авторитетом и высокой популярностью. В партии стали сказываться внутренние противоречия (ранее Са Карнейру обуздывал соперничающие фракции с помощью жёстких дисциплинарных мер). Правое крыло СДП блокировалось с СДЦ и поддерживала его лидера Фрейташа ду Амарала в полемике с Пинту Балсеманом. В 1982 году из СДП вышел энергичный молодёжный активист Паулу Порташ — фанатичный приверженец Са Карнейру, впоследствии многолетний председатель СДЦ—Народной партии.
Правительство Пинту Балсемана оставалось у власти до 1983 года. Это был период экономического кризиса — затормозился рост ВВП, возрос торговый дефицит, снизилась конкурентоспособность промышленности. В то же время была проведена важная конституционная реформа — изъяты идеологизированные положения типа «перехода к социализму», устранены рудименты времён Революционного совета.
В 1983 году распался Демократический альянс. Пинту Балсеман подал в отставку с поста председателя СДП. Его сменил Нуну Родригеш душ Сантуш, продолжавший идеологический курс Са Карнейру с более левым уклоном. Против этой политики выступили правые деятели — Жозе Мигел Жудисе, Педру Сантана Лопеш, Марселу Ребелу де Соуза.

### 1983—1985. Уход в оппозицию
На парламентских выборах 25 апреля 1983 года победила Социалистическая партия — при том, что в совокупности партии бывшего ДА — СДП, СДЦ, НМП — снова получили большинство голосов (СДП набрала около 1,5 млн голосов — 27,2 %, 75 мандатов из 250). Правые круги настояли на уходе партии в оппозицию.
После кончины Родригеша душ Сантуша в 1984 году в СДП установилось коллегиальное руководство в составе вернувшегося в СДП Карлуша Мота Пинту, Эурику Тейшейра ди Мелу и Энрике Нашсименту Родригеша. Затем примерно год председателем был Мота Пинту, затем его сменил левоориентированный юрист Руй Машете, сторонник коалиции с социалистами. Этот курс вызвал резкое недовольство «правой тройки» — Жудисе, Сантана Лопеш, Ребелу ди Соза.
С 1985 года СДП возглавил прагматичный технократ Анибал Каваку Силва. Решающую роль в его выдвижении сыграл Эурику ди Мелу, лидер и идеолог правого крыла, авторитетный политический менеджер, считавшийся в партии «пожарным для специальных миссий».

### 1985—1995. «Эра Каваку Силва»

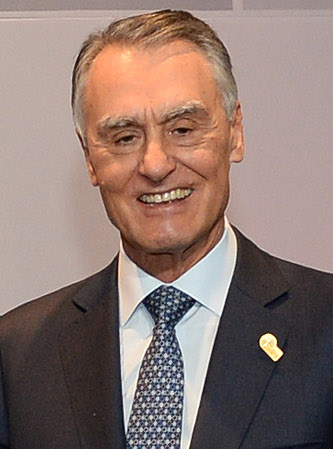
Анибал Каваку Силва

Парламентские выборы 6 октября 1985 года принесли успех СДП: партия вышла на первое место, получив более 1,7 млн голосов — почти 30 %, 88 мандатов. СДП сформировала правительства при поддержке Партии демократического обновления сторонников президента Эанеша. Пост премьер-министра занял Анибал Каваку Силва.
Конфликт с партией Эанеша в 1987 году привёл к отставке правительства. Но парламентские выборы 19 июля 1987 года принесли триумфальную победу СДП: 2,85 млн голосов, 50,2 %, 148 мандатов из 250. Впервые одна партия завоевала парламентское большинство. Успех повторился на выборах 6 октября 1991 года: 2,9 млн, 50,6 %, 135 мандатов.
Десятилетнее премьерство Каваку Силва составило особую «эру» португальской истории. СДП и правительство выступали под лозунгом «Важны не догмы, а развитие». Тем самым давалось понять, что период фронтального политического противостояния остался позади. Партия отходила от идеологизированного курса времён «Жаркого лета» и ставила во главу угла задачи экономического роста и социальной модернизации.
Проводилась политика интенсивной экономической либерализации, стимулирования предпринимательства, снижения налогов. На фон финансовой стабилизации отмечался рост производства, формирование новых промышленных и инновационных кластеров. В 1986 году Португалия присоединилась к ЕЭС. Экономический подъём Португалии значительно превышал среднеевропейские показатели.
По итогам «эры Каваку Силва» СДП утвердилась в правом либерально-технократическом курсе. При этом официальные декларации партии не претерпели изменений по сравнению с временами Са Карнейру.

### 1995—2011. Во власти и в оппозиции
Темпы роста замедлились к середине 1990-х. При этом усилилась социальная напряжённость, порождаемая высокой безработицей. В 1995 году Анибал Каваку Силва оставил пост председателя СДП. Его сменил вице-премьер Фернанду Ногейра. С 1996 по 1999 год партию возглавлял Марселу Ребелу де Соуза.
На выборах 1 октября 1995 года СДП уступила Соцпартии, собрав 2 млн голосов — 34,1 % и получив 88 мандатов. На следующий год Анибал Каваку Силва проиграл президентские выборы социалисту Жорже Сампайю. Новым председателем СДП был избран Жозе Мануэл Баррозу — представитель леволиберального крыла партии, в молодости коммунист маоистского толка.
На выборах 10 октября 1999 года СДП заметно уступила Соцпартии, собрав 1,75 млн голосов, 32,3 % и получила 81 мандат. Однако поражение социалистов на местных выборах привело к отставки правительства Жозе Сократеша и досрочному голосованию в парламент. Выборы 17 марта 2002 года принесли успех СДП: 2,2 млн голосов, 40,2 %, 105 мандатов. Было сформировано коалиционное правительство СДП — СДЦ во главе с Баррозу.
В 2004 году Баррозу оставил пост премьер-министра, перейдя на председательство Еврокомиссии. Главой правительства и председателем СДП стал представитель правого крыла, консервативный популист Педру Сантана Лопеш.
20 февраля 2005 года были проведены досрочные выборы, победу на которых одержали социалисты — СДП заняла второе место, получив 1,65 млн голосов, 28,8 %, 75 мандатов. Сантана Лопеш подал в отставку с председательства. Его сменил либерал Луиш Маркеш Мендеш. В 2007 году правопопулистское крыло добилось реванша, проведя в председатели Луиша Фелипе Менезеша.
Крупным успехом СДП стало избрание Анибала Каваку Силва президентом Португалии на выборах 22 января 2006 года.
На парламентских выборах 27 сентября 2009 года СДП возглавляла экономистка Мануэла Феррейра Лейте — первая в португальской истории женщина во главе партии, выступавшая с либерально-технократических позиций. Однако СДП получила примерно столько же голосов сколько и четырьмя годами раньше (хотя 81 мандат) и осталась в оппозиции.
Комментаторы отмечали социальный и идеологический кризис партии в силу исчерпания моделей Са Карнейру и Каваку Силва. Преобразования предлагались на путях западноевропейского консервативного либерализма в духе Николя Саркози.

### 2011—2018. Период Пасуша Коэлью

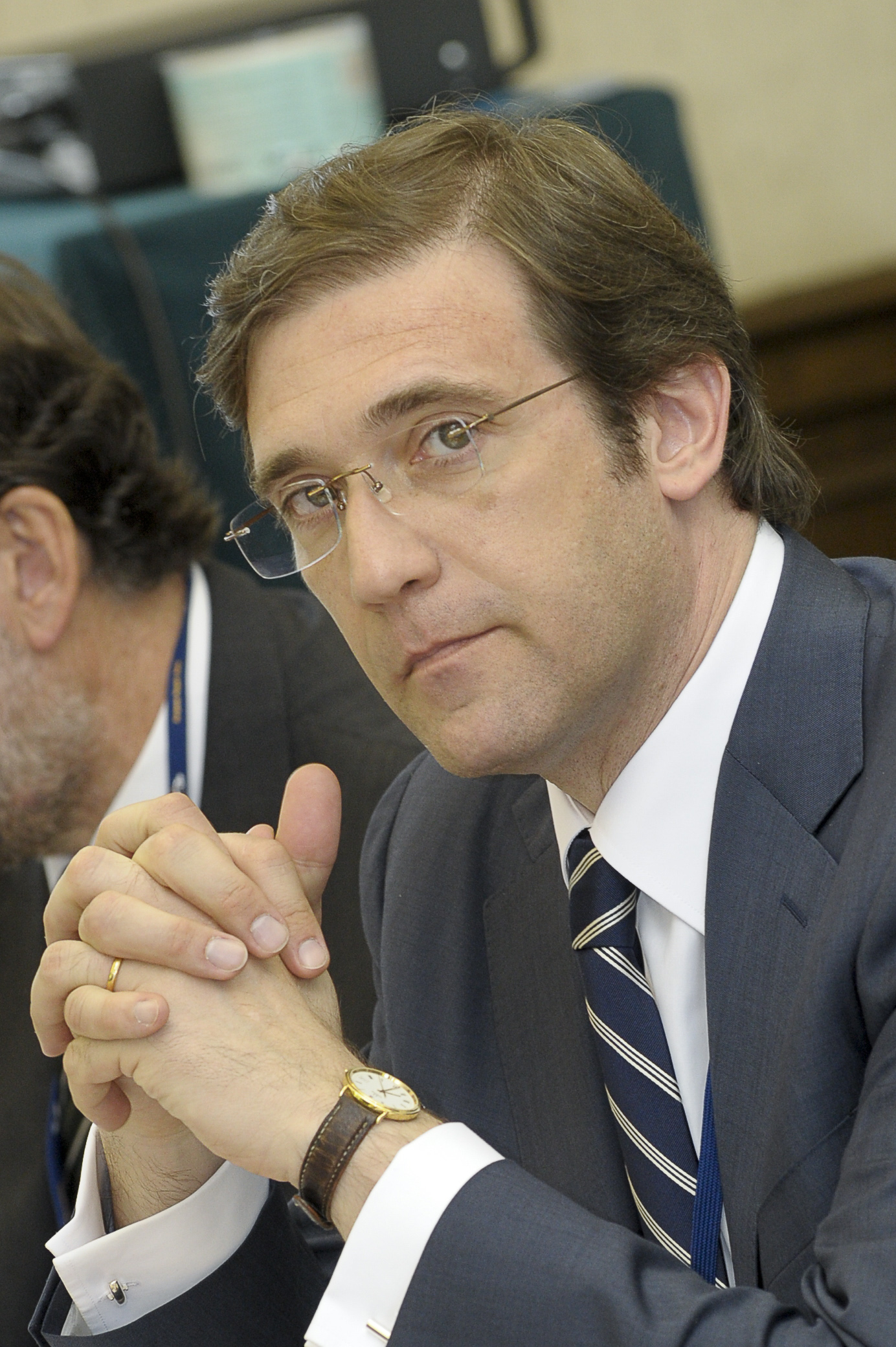
Педру Пасуш Коэлью

В апреле 2010 года председателем СДП был избран бизнесмен-менеджер Педру Пасуш Коэлью. В условиях долгового кризиса он выдвинул программу жёстких стабилизационных мер — сбалансирование бюджета, урезание государственных расходов. В социально-культурном плане Пасуш Коэлью стоял на консервативных традиционалистских позициях.
Досрочные парламентские выборы 5 июня 2011 года завершились победой СДП: почти 2,2 млн голосов, 38,7 %, 108 мандатов. Пасуш Коэлью сформировал коалиционное правительство СДП—СДЦ. С 2014 года коалиция было оформлена в виде либерально-консервативного блока Portugal à Frente — Португалия впереди. Однако успех СДП был обуcловлен не столько общественной поддержкой, сколько массовым разочарованием в социалистическом правительстве, которое проводило примерно тот же курс, что предлагал Пасуш Коэлью.
Финансово-стабилизационные меры правительства улучшили макроэкономическую ситуацию, но повлекли тяжёлые социальные издержки. Популярность СДП и правящей коалиции в целом снизилась. Однако на выборах 4 октября 2015 года «Португалия впереди» получила наибольшее количество голосов — почти 2 млн, 37 %, 102 мандата (из них СДП — 89), опередив Соцпартию и Левый блок.
Первоначально президент Каваку Силва поручил Пасушу Коэлью формирование правительства. Однако жёсткая позиция Соцпартии и возражения лидера СДЦ Паулу Порташа (бывший активист СДП) против дальнейшего урезания госрасходов привели к тому, что СДП не получила должной парламентской базы. Правительство Пасуша Коэлью просуществовало лишь до 26 ноября 2015 года. С этого момента прекратила существование и коалиция «Португалия впереди».
В результате премьером был назначен лидер Соцпартии Антониу Кошта. СДП, несмотря на электоральный успех, снова оказалась в оппозиции. Однако на президентских выборах 24 января 2016 года — после истечения двух сроков Каваку Силва — представитель СДП Марселу Ребелу де Соуза был избран президентом Португалии.

### Лидерство Руя Риу

#### Избрание нового курса

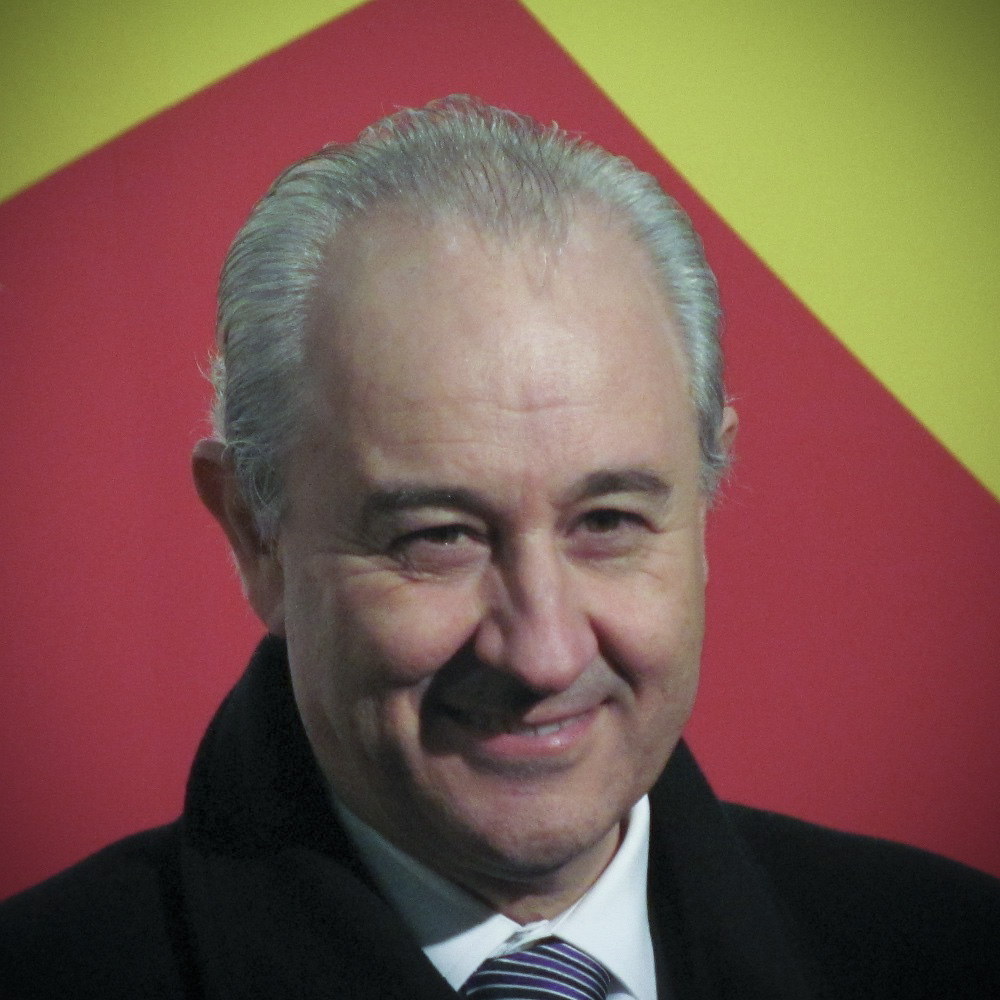
Руй Риу

На местных выборах в октябре 2017 года СДП потерпела серьёзную неудачу, потеряв контроль над рядом муниципалитетов. Педру Пасуш Коэлью заявил, что не намерен вновь баллотироваться в председатели партии. Претензии на этот пост выразили Педру Сантана Лопеш и Руй да Силва Риу. Первый представлял правоконсервативное, второй более левое социал-либеральное крыло. Сантана Лопеш назвал Руя Риу «сиамским близнецом» социалиста Антониу Кошты. В ответ Риу напоминал о неудачном опыте Сантаны Лопеша на премьерском посту.
13 января 2018 года состоялись выборы нового председателя СДП. В прямом голосовании могли участвовать все члены партии, но воспользовалась этим правом примерно пятая часть. Значительное большинство либо предпочли воздержаться, либо не выполнили процедурных формальностей.
При голосовании победу одержал Руй Риу — известный финансист и промышленный менеджер, мэр Порту в 2001—2013 годах. Он получил 27,7 тысяч голосов — около 54 %, Сантана Лопеш — 19,2 тысяч (более 45 %).
Руй Риу — противник курса жёсткой экономии, проводимого Пасушем Коэлью, сторонник большей социальной ориентированности в экономической политике. Он менее склонен к защите традиционных ценностей, выступает за либерализацию семейно-бытовых отношений, в частности, за разрешение абортов. Он высказывался также в пользу сотрудничества с Соцпартией. Руй Риу рассматривается как «реальный социал-демократ» во главе партии, которая далеко не всю свою историю соответствовала своему названию. При этом Риу, как любой политик СДП, провозглашает свою приверженность политическому наследию и заветам Са Карнейру.
Многие комментаторы утверждают, что победу Руя Риу во внутрипартийной борьбе организовал мэр Овара Салвадор Мальейру — влиятельный амбициозный политик, претендующий на руководство партией, членство в правительстве и депутатство в Европарламенте. Положение Салвадора Мальейру при Руе Риу характеризуется как роль «серого кардинала».

#### Откол правой группы
Левоцентристский курс Руя Риу вызвал резкое отторжение правого крыла СДП. Жёстко критиковал председателя с либертарианских и националистических позиций активист лиссабонской организации, известный юрист и телекомментатор Андре Вентура. Социокультурные подходы Риу он характеризовал как потворство нелегальной иммиграции и уголовной преступности, экономические — как «налоговое удушение среднего класса». Вентура и его единомышленники призывали ужесточить полицейские меры и миграционную политику, укрепить национальные и католические начала в общественной жизни, расширить президентскую власть, сократить государственное вмешательство в экономику.
В октябре 2018 года Андре Вентура с группой сторонников вышел из СДП. В апреле 2019 года они учредили партию Chega («Хватит!»). Консервативно-националистические, правопопулистские и традиционалистские установки Chega дали основания квалифицировать партию как крайне правую, хотя Вентура категорически отрицал такие определения.

#### После выборов 2019
Выборы 6 октября 2019 года отразили значительное падение электоральной поддержки СДП. Это вызвало резкие выступления ряда активистов, возложивших на Руя Риу ответственность за неудачу. Сразу несколько мэров — членов СДП после опубликования результатов заявили о необходимости созыва чрезвычайного съезда партии и о выборе нового лидера. Мэр Эшпозенде Бенжамин Перейра заявил, что партия «не может идти от поражения к поражению до окончательного разгрома». Он также подчеркнул, что результаты как на национальных парламентских выборах (27,90 % против 36,65 % у победившей социалистической партии), так и на выборах в Европарламент для партии были «действительно плохими». Мэр Вила-Нова-де-Фамаликан Паулу Кунья отметил, что после неудачи на выборах Руй Риу стал искать «козлов отпущения» как внутри партии, так и вне её, и предположил, что адвокат Луиш Монтенегру, председатель парламентской фракции СДП, мог бы быть достойной заменой Риу. Требование коллег по партии о созыве внеочередного съезда поддержал и мэр Визеу Алмейда Энрикеш.
Однако на выборах партийного лидера в январе 2020 года победу снова одержал Руй Риу. Во втором туре голосования он получил более 17 тысяч голосов (свыше 53 %), представитель правого крыла Монтенегру — более 15 тысяч. Риу охарактеризовал этот итог как «голосование за стабильность», сохранившее целостность партии и пообещал в дальнейшем проводить курс «конструктивной оппозиции» социалистическому правительству.
Год спустя правое крыло выдвинуло против Руя Риу кандидатуру депутата Европарламента Паулу Ранжела (Луиш Монтенегру и Педру Пасуш Коэлью отказались баллотироваться). На этот раз острым политическим партнёром являлось отношение к партии Chega, которая явно завоёвывала в правом лагере сильные позиции. Риу дал понять, что готов на переговоры с Chega в зависимости от ситуации. Ранжел категорически отвергал возможность такого сотрудничества. Большинство голосовавших членов партии вновь поддержали Риу: он получил почти 19 тысяч голосов (более 52 %), Ранжел свыше 17 тысяч.

#### Поражение на выборах 2022
Перед выборами 2022 года СДП и персонально Руй Риу подвергались критике за «левый уклон» (особенно в экономической политике) и сближение позиций с Соцпартией. Лидер СДЦ—НП Франсишку Родригеш душ Сантуш образно характеризовал СДП как «брата, отдалившегося от семьи и ушедшего в компанию левых». Ещё жёстче критиковал Риу бывший однопартиец Вентура. Со своей стороны, Риу заявлял, что при выборе между СП и Chega предпочтёт социалистов.
Парламентские выборы 30 января 2022 года принесли убедительную победу правящей СП. Социалисты получили абсолютное парламентское большинство — 120 мандатов. За СДП проголосовали чуть более 1,5 млн избирателей или 27,67 %. Примерно столько же голосов партия получила на выборах 2019 года, но в силу особенностей избирательной системы по итогам выборов 2022 года СДП потеряла семь мандатов, получив 72 места в парламенте (по сравнению с 79 в 2019 г.). При этом значительный рост показали партии Chega и Либеральная инициатива, активно конкурирующие с СДП за правый электорат.

### Избрание Луиша Монтенегру
После объявления результатов Руй Риу признал поражение партии, собственную ответственность за неудачу и заявил о своей отставке с поста руководителя СДП. На внутрипартийных выборах 28 мая 2022 года победу одержал Луиш Монтенегру: за него проголосовали более 72 %. Новый лидер СДП известен «более правым прочтением идеологии Са Карнейру» и более жёсткой оппозицией социалистическому правительству, нежели предшественник.

### Выборы 2024: возвращение к власти
На досрочных парламентских выборах 10 марта 2024 СДП выступала в коалиции, вновь названной Демократический альянс и объединившей те же партии, что в 1980 году. Выборы ознаменовались сокрушительным поражением соцпартии и относительным успехом альянса и СДП. Коалиция получила более 1,8 миллиона голосов (28,8 %), в том числе СДП — 1 758 035 голосов и 80 мандатов. Победа социал-демократов не оказалась особенно убедительной, но поражение социалистов — очевидным. 28 марта 2024 года Луиш Монтенегру представил президенту состав сформированного им правительства, а 2 апреля официально вступил в должность премьер-министра Португалии .

## Идейные течения
СДП обычно рассматривается как партия не идеологии, а конкретного политического курса. Идеологические принципы выражены лишь в самых общих чертах: республиканизм, демократия, светское государство. Но внутри СДП существует ряд идейных течений, оформленных по типу фракций. Идеология представляет собой «микс», в котором находится место различным элементам — от левосоциалистических до правонационалистических — причём во всех случаях находится возможность апеллировать к наследию Са Карнейру.
Португальские социал-демократы. Носители традиций Са Карнейру — социал-либерализм, совмещённый с христианской демократией, левым популизмом и португальской католической культурой (особенно деревенской). Идеологически доминируют в партии.
Европейские социал-демократы. Сторонники традиционной западноевропейской социал-демократии, ориентированные на СДПГ.
Либералы и неолибералы. Придерживаются принципов экономического либерализма в финансовой и промышленной политике, политкорректности и толерантности в социальной культуре. Являются левым крылом партии.
Христианские демократы и социал-христиане. Выступают с позиций социального католицизма, в духе Иоанна Павла II.
Консерваторы и неоконсерваторы. Стоят на позициях социального консерватизма и традиционализма, во внешней политике подчёркнуто ориентированы на США, особенно поддерживали администрацию Джорджа Буша-младшего. По парадоксальному стечению обстоятельств, в этой группе преобладают бывшие коммунисты, в том числе выходцы из сталинистской ПКП.
Правые популисты. Привержены традициям «Жаркого лета» и раннего Демократического альянса, национал-консерватизму и жёсткому антикоммунизму.
Членство в этих фракциях не является жёстко фиксированным. Многие лидеры и активисты примыкают к нескольким партийным группам. Так, Анибал Каваку Силва является авторитетом «португальских социал-демократов» и «либералов», Франсишку Пинту Балсеман — «португальских социал-демократов» и «европейских социал-демократов», Мануэла Феррейра Лейте — «европейских социал-демократов» и «неолибералов», Жозе Мануэл Баррозу — «либералов» и «европейских социал-демократов», Алберту Жардин — «португальских социал-демократов» и «правых популистов». Среди «правых популистов» лидируют Педру Сантана Лопеш и Жозе Мигел Жудисе, среди «христианских демократов» — Марселу Ребелу де Соуза, среди «неоконсерваторов» — Жозе Пашеку Перейра, среди «консерваторов» — Зита Сеабра, среди «социал-христиан» — Паулу Ранжел.
Преобладают в партии независимые прагматики, лидером которых выступает Педру Пасуш Коэлью. Председатель Руй Риу от фракционности дистанцируется, но по факту близок к «европейским социал-демократам» и отчасти к «либералам».
Все фракции СДП верны образу Франсишку Са Карнейру — универсального авторитета партии.

## Международные связи
НДП/СДП обращалась с просьбой о приёме в Социалистический интернационал, но получила отказ — вступление заблокировала уже состоявшая в Социнтерне Социалистическая партия. Кроме того, идеология НДП/СДП не признаётся в Социнтерне социал-демократической.
Партия состоит в Центристском демократическом интернационале, Международном демократическом союзе и Европейской народной партии (ЕНП). С 1987 года имеет представителей в Европарламенте, которые входят во фракцию ЕНП. По результатам выборов 2014 года СДП представлена 6 евродепутатами (из 21 в португальской квоте).

## Организационная структура
Высший орган СДП — Национальный съезд (Congresso Nacional), между национальными съездами — Национальный совет (Conselho Nacional). Оперативное руководство осуществляют Национальная политическая комиссия (Comissão Política Nacional) и Национальная постоянная комиссия (Comissão Permanente Nacional).
Высшее должностное лицо партии — председатель Национальной политической комиссии (Presidente da Comissão Política Nacional), именуемый также председателем СДП.
Другие должностные лица — вице-председатель национальной политической комиссии (Vice-Presidentes da Comissão Política Nacional), и генеральный секретарь (Secretário-Geral).
Высший контрольный орган — Национальный совет юрисдикции (Conselho de Jurisdição Nacional). Высший ревизионный орган — Национальная комиссия финансовой власти (Comissão Nacional de Auditoria Financeira).
Партия структурируется по окружным организациям и местным секциям.
Высший орган окружной организации — окружное собрание (Assembleia Distrital), исполнительные органы — окружная политическая комиссия (Comissão Política Distrital) и окружная постоянная комиссия (Comissão Permanente Distrital), высшее должностное лицо окружной организации — председатель окружной политической комиссии (Presidentes das Comissões Políticas Distritais), прочие должностные лица окружной организации — заместители председателя окружной политической комиссии, окружной секретарь (Secretario Distrital), казначей. Контрольный орган окружной организации — окружной совет юрисдикции (Conselho de Jurisdição Distrital), ревизионный орган окружной организации — окружной совет финансовой власти (Comissão Distrital de Auditoria Financeira).
Высший орган секции — собрание секции (Assembleia de Secção), исполнительный орган секции — политическая комиссия секции (Comissão Política de Secção), высшее должностное лица — председатель политической комиссии секции (Presidentes das Comissões Políticas das Secções), прочие должностные лица — заместители председателя политической комиссии секции, секретарь и казначей.
По состоянию на 2022 год в СДП состояли около 110 тысяч человек.

## Лидеры

### Председатели СДП
- Франсишку Са Карнейру (1974—1975, 1976—1977, 1979—1980)
- Эмидиу Геррейру (1975)
- Антониу Соза Франку (1978)
- Жозе Менереш Пиментел (1978—1979)
- Франсишку Пинту Балсеман (1981—1983)
- Нуну Родригеш душ Сантуш (1983—1984)
- Карлуш Мота Пинту (1984—1985)
- Руи Машете (1985)
- Анибал Каваку Силва (1985—1995)
- Фернанду Ногейра (1995—1996)
- Марселу Ребелу де Соуза (1996—1999)
- Жозе Мануэл Дуран Баррозу (1999—2004)
- Педру Сантана Лопеш (2004—2005)
- Луиш Маркеш Мендеш (2005—2007)
- Луиш Филипе Менезеш (2007—2008)
- Мануэла Ферейра Лейте (2008—2010)
- Педру Пасуш Коэлью (2010—2018)
- Руй Риу (2018—2022)
- Луиш Монтенегру (с 2022)

### Премьер-министры Португалииот СДП
- Франсишку Са Карнейру (1979—1980)
- Франсишку Пинту Балсеман (1981—1983)
- Анибал Каваку Силва (1985—1995)
- Жозе Мануэл Баррозу (2002—2004)
- Педру Сантана Лопеш (2004—2005)
- Педру Пасуш Коэлью (2011—2015)

### Президенты Португалииот СДП
- Анибал Каваку Силва (2006—2016)
- Марселу Ребелу де Соуза (с 2016)

## Символика

Эмблема СДП

Эмблема СДП — оранжевая стрела с красной каймой на белом фоне, устремлённая вверх слева от аббревиатуры PSD чёрным шрифтом. Стрела заимствована из символики германского социал-демократического Железного фронта. Красный цвет отсылает к традициям борьбы трудящихся, чёрный — к либертарианским движениям, белый — к европейским ценностям и принципам персонализма.
В то же время практикуется и иная трактовка: оранжевый цвет стрелы символизирует противостояние красному (коммунизм), чёрному (фашизм) и белому (монархизм) — подобно тому, как Железный фронт противостоял Тельману, Гитлеру и Папену.
В 1974—1976 годах эмблемой НДП была белая стрела с красной тенью на фоне географических очертаний Португалии с аббревиатурой PPD.
Иногда эмблема совмещает оба названия: белая стрела с красной тенью на оранжевом фоне с двойной аббревиатурой: PSD/PPD.